# Bon Dia TV
Bon Dia TV (en catalán: Buenos Días TV) es un canal de televisión generalista en catalán con contenidos de la televisiones públicas de las comunidades autónomas de habla catalana TV3, IB3 y À Punt .
Su programación está basada en documentales, series, cocina, literatura, cultura, ciencia, tradiciones y deportes.
El canal comenzó sus emisiones en línea el 27 de noviembre de 2018 con un acuerdo entre la Televisión de Catalunya y IB3 Televisió para crear un espacio de televisión en catalán.
Desde el 19 de noviembre de 2021 la televisión pública valenciana, À Punt, también gestiona el canal de televisión.

## Programas
La programación del canal es generalista e incluye los siguientes programas:
- Els entusiastes
- Quan arribin els marcians
- Pinzellades d'art
- Caràcter
- Territori Dansa
- La gent normal
- Fotògrafs
- Quèquicom
- Càpsules de Ciència
- Nissaga de poder
- Ventdelplà
- Viure a Catalunya
- Ja t'ho faràs
- Joc de cartes
- CUINES CATALUNYA
- Cuina amb Santi Taura
- Videoclips